# Альбасете (провинция)
Альбасе́те (исп. Albacete) — провинция в Испании в составе автономного сообщества Кастилия-Ла-Манча. Административный центр — Альбасете.

## География
Территория — 14 858 км² (9-е место).

## Население
Население — 384,6 тыс. (35-е место в стране; данные 2005 г.).

## Административное устройство
Районы (комарки):
- Льянос-де-Альбасете
- Ла-Манча-дель-Хукар-Сентро
- Ла-Манча-дель-Хукар
- Ла-Манчуэла
- Монте-Иберико-Корредор-де-Альманса
- Сьерра-де-Алькарас-и-Кампо-де-Монтьель
- Кампос-де-Эльин
- Сьерра-дель-Сегура

Список муниципалитетов Альбасете